# Ca l'Iborra
Ca l'Iborra és una obra noucentista de Mataró (Maresme) protegida com a bé cultural d'interès local.

## Descripció
Torre de planta, pis i golfes amb coberta a quatre vessants. La façana principal composta a partir d'un eix de simetria central, presenta un porxo d'accés amb pilar de secció quadrada d'ordre clàssic que sostenen una barbacana. Als extrems del porxo se situen dues estàtues femenines i dos finestrals a cada banda. Al primer pis tres finestrals amb arc de mig punt sobre l'eix de simetria i dues laterals. A les golfes set obertures rectangulars. A la façana de ponent hi ha un annex de planta baixa amb terrassa. Les quatre façanes mantenen el mateix eix compositiu amb la presència d'un sòcol de pedra a la planta baixa, la situació i composició de les obertures i el color de l'estucat de les façanes. Destaca el ràfec de la coberta suportat per mènsules de fusta amb enteixinat.